# Escornebœuf
Escornebœuf település Franciaországban, Gers megyében. Lakosainak száma 570 fő (2022. január 1.). Escornebœuf Touget, Gimont, Aubiet, Catonvielle, Monferran-Savès, Razengues, Saint-Germier és Sainte-Marie községekkel határos.

## Népesség
A település népességének változása:
| Lakosok száma | 434  | 383  | 473  | 468  | 521  | 548  | 565  | 566  | 566  | 570  |
|               | 1968 | 1982 | 1990 | 2006 | 2013 | 2015 | 2017 | 2019 | 2020 | 2022 |